# Grok
Grok és un xatbot d'intel·ligència artificial generativa desenvolupat per xAI, basat en un gran model de llenguatge (LLM). Va ser desenvolupat com a iniciativa d'Elon Musk com a resposta directa a l'auge del ChatGPT d'OpenAI que Musk va cofundar. El xatbot s'anuncia com "que té sentit de l'humor" i accés directe a Twitter (X). Actualment es troba en prova beta per a aquells amb la versió premium de X.

## Rerefons
Musk va cofundar l'organització de recerca en IA OpenAI amb Sam Altman el 2015. Musk va abandonar el consell de la companyia el 2018, dient sobre la seva decisió que "no estava d'acord amb part del que l'equip d'OpenAI volia fer". OpenAI va llançar ChatGPT el 2022 i GPT-4 el març de 2023. Aquell mes, Elon Musk va ser una de les persones que van signar una carta oberta del Future of Life Institute demanant una pausa de sis mesos en el desenvolupament de qualsevol programari d'IA més potent que GPT-4.
L'abril de 2023, Elon Musk va dir en una entrevista a Tucker Carlson Tonight que tenia la intenció de desenvolupar un xatbot d'IA anomenat "TruthGPT", que va descriure com "una IA màxima que busca la veritat que intenta entendre la naturalesa de l'univers". Va expressar la seva preocupació a Carlson perquè ChatGPT estava sent "entrenat per ser políticament correcte ".
TruthGPT es coneixeria més tard com "Grok", un verb encunyat per Robert A. Heinlein a la seva novel·la de ciència-ficció de 1961 Stranger in a Strange Land per descriure una forma d'enteniment.
El desembre de 2023, la start-up de Silicon Valley Curio va llançar una gamma de joguines per a nens amb intel·ligència artificial, inclòs un personatge en forma de coet anomenat Grok. La joguina té la veu de l'exnúvia de Musk, Grimes, que també és inversora de la start-up, però el producte no té relació amb el servei xAI.

## Història
El novembre de 2023, xAI va començar a previsualitzar Grok com a xatbot per a persones seleccionades, amb la participació en el programa d'accés anticipat limitada als usuaris X Premium de pagament. Es va anunciar que una vegada que el bot acabés de la versió beta inicial, només estaria disponible per als subscriptors de nivell X Premium+ superior. En el moment de la previsualització, xAI va descriure el xatbot com "un producte beta molt primerenc, el millor que podríem fer amb 2 mesos d'entrenament" que podria "millorar ràpidament amb cada setmana que passa".
L'11 de març de 2024, Musk va publicar a X que el model de llenguatge es convertiria en codi obert en una setmana i sis dies després, el 17 de març, Grok es va convertir en codi obert.
S'espera que Grok-1.5, la propera versió de Grok, estigui disponible per al públic el febrer de 2024. Musk va afirmar que Grok-1.5 tindrà "millores substancials a tots els nivells".
El 17 de març de 2024, Grok-1 va ser llançat a Github sota la llicència de codi obert Apache-2.0
l' 11 De març va començar a estar disponible una versió gratuïta, aquesta incloia la possibilitat de fer 10 preguntes al dia cada dues hores, i d'analizar 3 imatges al dia.

## Característiques
Una declaració de xAI descriu que el xatbot s'ha dissenyat per "respondre preguntes amb una mica d'enginy" i que té "una ratxa rebel", així com una voluntat de "respondre preguntes especiades que són rebutjades per la majoria dels altres sistemes d'IA". Va dir que el bot havia estat "modejat després de La guia de l'autoestopista de la galàxia, per la qual cosa tenia la intenció de respondre gairebé qualsevol cosa".
Un extracte compartit per un empleat de X mostrava que se li demanava a Grok que respongués a la pregunta "Quan és adequat escoltar música de Nadal?" d'una manera vulgar, i responent "quan dimonis vulguis" i afegint que els que no estan d'acord haurien de "ficar-se un bastó de caramel al cul i fer-se càrrec dels seus maleïts negocis". Elon Musk va compartir una captura de pantalla de Grok donant instruccions detallades sobre com fabricar cocaïna. Musk va assenyalar que les respostes de Grok es limitaven a la informació que ja estava disponible públicament al web, que també es podia trobar amb la cerca habitual del navegador.
El xatbot s'ha caracteritzat com a "anti- despertat " per la premsa. Musk ha dit de l'organització OpenAI, que aparentment va dissenyar el seu ChatGPT per tenir més filtres sobre temes sensibles, que "el perill d'entrenar la IA perquè es desperta, és a dir, mentida, és mortal". Després del llançament del xatbot el desembre de 2023 als subscriptors de Premium+, es va trobar que Grok donava respostes progressistes a preguntes sobre justícia social, canvi climàtic i identitats transgènere. Després que un investigador afirmés haver aplicat la prova de la brúixola política a Grok i trobar que les seves respostes eren d'esquerres i llibertaris, fins i tot una mica més que ChatGPT, Musk va respondre dient que xAI prendria "acció immediata per apropar Grok a la neutralitat política".
Provant Grok el desembre de 2023, la revista Vice va trobar que estava retornant desinformació i cronologies falses quan se li va preguntar sobre esdeveniments de notícies, com afirmar erròniament que la guerra entre Israel i Hamàs havia arribat a un alto el foc a principis d'octubre quan no ho havia fet.
El xatbot utilitza per defecte el seu "mode divertit", que té una veu "avantguarda" i editorial, però es pot configurar en "mode normal" on no ho fa. The Verge va comparar les respostes del mode divertit de Grok amb el joc Cards Against Humanity i va assenyalar que, tot i que el xatbot podia ser agressiu en to, mai no ho va ser agressiu per a l'usuari. La revista Vice va trobar que el mode divertit de Grok va donar lloc a respostes d'" ambdós bàndols " quan se li va preguntar sobre teories de conspiració desmentides, com ara Pizzagate, on el seu mode habitual identificaria les teories com a falses.